# Pater familias
```
La 
locuzione
 
latina
 
pater familias
, tradotta letteralmente, significa ‘padre di famiglia’. Era il custode delle 
memorie degli antenati
, nonché del 
fuoco domestico
, accanto al quale si venerano gli dei della famiglia o 
lares
 (dal latino: focolare); l'unico che poteva disporre del 
patrimonio
 della famiglia (bestiame, casa, schiavitù, campi).
```

## Precisazioni grammaticali
Sebbene il genitivo esatto di familia sia familiae, la desinenza -as è un arcaismo che si riscontra solo in questo caso, come forma cristallizzata. Si tratta di un genitivo "alla greca", usato anche da Cicerone: nella prima declinazione del greco antico infatti il genitivo singolare dei sostantivi in α (alfa) puro ha la desinenza in -ας (-as).

## Padre e Padrone
Così si poteva considerare il pater familias nell'antica Roma. Era il capo indiscusso della famiglia, a lui erano sottomessi la moglie, i figli, gli schiavi, le nuore. Su tutti costoro egli aveva la patria potestas, potere che conservava sino alla morte e che comportava amplissime facoltà insieme ad un potere punitivo che si estendeva finanche alla vitae necisque potestas,ovvero al diritto di vita o di morte nei confronti dei membri del nucleo familiare,poteva inoltre decidere di vendere i propri figli come schiavi.
Per la tradizione romana uno dei primi atti di Romolo, dettato dalla necessità di far crescere la città di Roma appena fondata, fu quello di vietare la pratica di esporre i neonati, divieto valido per tutti i figli maschi e per la prima tra le figlie, tranne che fossero nati con delle malformazioni.
Secondo quanto si può ricavare dalle fonti, questo generico potere illimitato era riassunto concretamente nella Legge delle XII tavole, che probabilmente si limitò a cristallizzare quello che era già l'antico costume. Nella realtà pratica, poi, si è soliti ritenere che questo "terribile diritto" venisse moderato nei suoi caratteri di arbitrarietà dal controllo sociale e dalle concezioni più pietistiche dei rapporti familiari; ciò è certo soprattutto con l'allontanarsi dai periodi più arcaici della storia romana, limitandosi a sottolineare una generica supremazia endofamiliare del pater, piuttosto che un'effettiva disponibilità sconsiderata della vita dei figli.
Dalle varie fonti pare che i poteri espressi nelle XII tavole si potessero schematizzare in una serie di diritti:
1. Il ius exponendi, che conferiva al padre la facoltà di abbandonare il figlio alla nascita in un luogo pubblico;
2. Il diritto di vendere i figli;
3. Il ius noxae dandi (diritto di consegnare per il castigo), che concedeva al padre di consegnare il figlio o lo schiavo colpevole di un illecito verso un terzo per liberarsi della responsabilità o come garanzie per il pagamento di un debito.

Il padre che uccide legittimamente il figlio divenne man mano un caso sempre più raro (più presente nella letteratura che nella realtà delle fonti storiche) sottoposto spesso a regole e a limitazioni, e comunque sempre sotto un controllo sociale che poteva essere quello dei vicini o quello di un apposito "tribunale domestico", composto da vari parenti. Significativo del mutato costume fu una disposizione dell'imperatore Adriano che fece deportare un padre colpevole di aver ucciso il figlio adultero con la matrigna, sottolineando il nuovo aspetto di uno Stato che si vuole riservare in via esclusiva il diritto di vita e di morte sui suoi sudditi.

## Effetti patrimoniali dellapatria potestas
Da un punto di vista strettamente giuridico, tutti coloro che erano assoggettati alla patria potestas erano considerati la longa manus del pater. Era infatti principio indiscusso del diritto romano che tutto ciò che veniva acquistato dai figli o dagli schiavi ricadeva automaticamente nella sfera giuridica del pater familias.
Tale principio era ancora vigente all'epoca del giurista romano Gaio, secondo cui: 
| G.2.87 «..quod liberi nostri quos in potestate habemus mancipio accipiunt vel ex traditione nanciscuntur...vel ex alia qualibet causa adquiruntur, id nobis adquiritur; ipse enim, qui in potestate nostra habemus, nihil suum habere potest» | Tutto ciò che i figli che abbiamo in nostra potestas acquistano tramite mancipatio o traditio, o per altra qualsivoglia causa, è acquisito da noi; infatti chi è sotto la nostra potestas non può avere nulla di suo. |

La parola italiana famiglia deriva dal latino familia, letteralmente l'insieme dei famuli, coloro che hanno un rapporto di dipendenza dal capo famiglia, il paterfamilias.
In epoca arcaica, nel concetto latino di familia si sovrapponevano e convivevano la familia proprio iure e la familia domestica. La prima non era basata sulla parentela, ma su vincoli di tipo politico-economico e religioso; la seconda si fondava sulla consanguineità. Il paterfamilias era il capo assoluto di entrambe. Egli disponeva, come di cose di sua proprietà, non solo dei beni e dei servi, ma anche della moglie e dei figli.
Più tardi, la familia perse importanza come entità politica e divenne patriarcale, con più generazioni di consanguinei sotto lo stesso tetto. Il potere del pater familias sui familiari fu limitato per legge. Per familia s'intendeva allora l'insieme degli schiavi che appartenevano allo stesso proprietario.
Durante il Medioevo l'influenza del Cristianesimo e il sacramento del matrimonio mutarono sia la struttura della famiglia che il significato della parola.

## Successione
In epoca classica, alla morte dell'originario pater  diventavano a loro volta pater familias sui iuris tutti i suoi figli. Per questo motivo, non era infrequente che si verificasse il caso del pater adolescente o addirittura infante.